# Rutino
Rutino là một đô thị (comune) thuộc tỉnh Salerno trong vùng Campania của Ý. Rutino có diện tích 9,64 km2, dân số là 883 người (thời điểm ngày 1 tháng 4 năm 2009).